# 샘 드 그레이즈

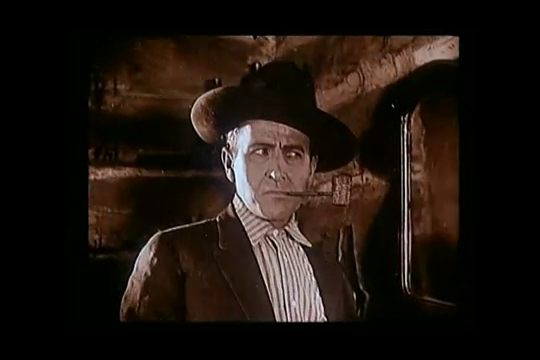

샘 드 그레이즈(Sam De Grasse, 1875년 6월 12일 ~ 1953년 11월 29일)는 캐나다의 배우, 영화배우이다.
뉴브런즈윅주에서 태어났으며 할리우드에서 사망하였다. 사인은 심근 경색이다. 포리스트 론 메모리얼 파크에 매장되었다.

## 영화
- 웃는 남자 (1928년)
- 시련 (1928년)
- 왕중왕 (1927년)
- 검은 해적 (1926년)
- 샐리, 아이린 앤 메리 (1925년)
- 인톨러런스 (1916년)